# Kromberk
Kromberk je primestno naselje z okoli 2.100 prebivalci v Mestni občini Nova Gorica. Leži pod Trnovskim gozdom med gričem Panovcem na jugu ter hriboma Danijel (554m) in Škabrijel (646 m) na severu. Vzhodno od Kromberka je naselje Loke. Obe naselji sta povezani v Krajevno skupnost Kromberk - Loke. Obsegata več zaselkov: Loke, Rabotnica, Pod robom, Breg (najprej Makuci), Jerebica (tudi vodno zajetje), Kozaršče, Bonetovšče, Pri gradu, Pod gradom, Klavnica in Meblo, Pri cerkvi, Pristava, Kurja vas, Iztokovo naselje, Boršti, Pri hrastu, Pri Sv. trojici, Damber, Lesinje, Pavšičevo naselje, Varda, vrh Sv. Katarina z gostiščem Kekec.

## Krajevni imeni Kromberk in Loke[2]skozi stoletja

### Stran postane Kromberk
Lego naselja lahko označimo kot zavetno. Tu se končuje SZ del spodnje Vipavske doline in začenja Goriška ravan, ki se proti SZ nato nadaljuje v Goriška Brda. Leži nekako ob strani in tako moramo razumeti prvotno ime za Kromberk – Stran.
Slovenska historična topografija kronološko navaja za naselje naslednja imena:
- okrog l. 1200: Lita
- l. 1206: Stran
- okrog l. 1350 in kasneje: Strana
- okrog l. 1370: Strania
- l. 1398: Leyten
- med l. 1430 in 1450: Leytten
- l. 1507: Strann

Današnje ime izvira iz plemiškega priimka Kronberg, kar je nemška izpeljanka italijanskega imena grofov Coronini /corona - kron(e) in berg - gora/ in določa grad na gori.  
"Grad oz. vilo na Strani je po letu 1206 zgradil Henrik Dornberški, ki je dobil posest skupaj z Lokami v last od goriškega grofa Majnharda II. Gašper Vid Dornberški je grad l. 1609 prodal Ivanu Mariji Coroniniju, poveljniku trdnjave Marano. “Zaradi njegovih zvestih in podložnih zaslug podelil je cesar Ferdinand II. dne 4. decembra 1615 jurisdikcijo in obmirje (Burgfrieden) v Strani njemu in njegovemu bratrancu Ivanu Andreju. /.../. Vrh tega je dovolil cesar omenjenemu Coroniniju, da sme ime vasi Stran spremeniti v Crannperg (doslovno prepisano), /.../ češ, da se je njegova rodbina nekdaj pisala “Crannperg”. Ivan Marija naj bi na tem mestu leta 1615 postavil nov grad, Neu Cronberg. (VIR: Vile na Goriškem in Vipavskem od 16. do 18. stoletja, Helena Seražin). 
Zapisano ali pogovorno so prisotna tudi imena: Kronberk, Klomberk ali Klomperk. V italijanščini je ime kraja prevod iz nemščine Mon(o)corona. Goriški meščani so v pogovornem jeziku uporabljali tudi oblike: Clomperg, Clomperch ali Clompar. V krstni knjigi (ŠAK Ž Grg MKK 2) za Grgar je l. 1770 boter pri krstu iz kraja Cronperch ali Cromperch.

### Loke
Loke, Loka … so znana in pogosta imena, ki izvirajo iz »lèka«, kar v starocerkvenoslovanščini pomeni: »močvirnat travnik ob vodi« (VIR: Dušan Čop: Imenoslovje in etimologija imen). 
Slovenska historična topografija kronološko navaja za naselje naslednja imena:
- 1090, prepis ok. 1400: Luca
- 23.1.1291: Lochach  (Kontekst: ... in villa Lochach ...
- 1300, prepis 16. stol.: Lockach
- ok. 1370: Lak (Kontekst: ... ze Lak an der Leyach ... von Lak ... ze Lak ...
- 1388: Lonch  (Kontekst: ... Domeni cumm fratre suo de Lonch ...
- 1507: Lakh in Lackh (Kontekst: ... wisenn vnndterenn Lackh ...

Pod Lokami in skozi Kromberk že od nekdaj vodi pot iz zgornje Vipavske doline proti Soči, s katere se po pobočjih hribov Škabrijel in Danijel odcepijo steze in poti na Ravniško in Trnovsko planoto.

## Znamenitosti

### Grad Kromberk[5][6]
Nad naseljem na apneniški skali stoji grad Kromberk, v katerem je od leta 1954 urejen Goriški muzej z arheološkim, etnološkim in kulturnozgodovinskim oddelkom. V njem so stalno razstavljena dela primorskih likovnih umetnikov 20. stoletja. V grajskem parku in v veži muzeja je lapidarij. Med prvo svetovno vojno sta bila tako kraj kot grad porušena. Z vojno odškodnino je bilo naselje obnovljeno. V gradu sta tudi poročna soba ter restavracija. Čez leto se tu odvijajo razni dogodki in prireditve.
"Prvotno poslopje je v prvi polovici 13. stoletja dal sezidati grof Henrik Dornberški in je stalo na območju, ki se je omenjalo z imenom Stran. Bilo je fevd goriških grofov do njihovega izumrtja leta 1500, za tem je prešlo pod Habsburžane. Konec 16. stoletja je veliko zemljiško posest pridobil Ciprijan I. Coronini. Njegova rodbina je prišla v Gorico na koncu 16. stoletja iz kraja Berbenno pri Bergamu. Leta 1609 je Gašper Vid Dornberški prodal drugi del posesti na tem območju Ciprijanovemu vnuku Ivanu Filipu Coroniniju. Njemu in njegovemu bratrancu Janezu Andreju Coroniniju je 4. decembra leta 1615 cesar Ferdinand II. podelil plemiški naslov von Cronberg, sodno oblast nad vasjo Stran in dovoljenje, da vas poimenujeta Cronberg. Ivan Marija Coronini je tedaj začel z gradnjo novega poslopja, imenovanega Neu Cronberg, ki ga je po vsej verjetnosti dokončal njegov sin Ludvik Pompej. Leta 1634 so Coroniniji postali državni baroni, leta 1681 pa državni grofje. Grad Kromberk je za nekaj časa postal matična rezidenca goriške veje rodovine Coronini. Leta 1820 so Coroniniji odkupili od družine Strassoldo dvorec Zingraf (današnjo palačo Coronini v Gorici) in grad v Kromberku začeli uporabljati kot poletno rezidenco.
Stavba z vogalnimi stolpi daje vtis, da gre za grad, vendar je bil celoten kompleks zasnovan kot dvorec ali vila. Tloris stavbe je delno zasnovan po beneškem tipu. Notranje stopnišče na južni strani vodi v nadstropje, kjer se je nahajal velik salon. Do spremembe tega osrednjega dela gradu je prišlo šele po obnovi med vojnama, ko so grad dvignili za pol nadstropja. V jugovzhodnem delu pritličja je stala grajska kapela za grofe in vaščane. Drugič je bila posvečena v začetku 19. stoletja ob umestitvi velike oltarne slike Franca Kavčiča z motivom Marijinega vnebovzetja. Po dimenzijah je presegala oltarni prostor in je zato visela kot stropna tabelna slika. Med 1. svetovno vojno je bila močno poškodovana, danes sta ohranjena samo dva fragmenta. Eden visi v poročni dvorani na Gradu Kromberk, drugi nekoliko večji, pa v palači Coronini v Gorici." 
Grad je bil močno poškodovan v 1. in 2. SV. Grofje Coronini so ga vsakič obnovili in opremili. Po določitvi nove meje med Italijo in Jugoslavijo in nacionalizaciji posestva se je družina Coroni umaknila v Gorico. Jeseni 1947 so v obnovljenem dvorcu uredili prostore za mladinske delovne brigade, ki so regulirale potok Lijak. Takrat so vdrli v grobnico Coroninijevih pod grajsko kapelo v JV stolpu in razbili krste. Coroniniji so lahko šele leta 1958 grobnico izpraznili in zasuli. Od l. 1951 do l.1954 je v gradu delovala gozdarska šola. Leta 1954 je bil dvorec dodeljen Goriškemu muzeju, ki ga uporablja še danes. V vzhodnem delu pritličja in v prostorih nekdanje kapele z grobnico že dolgo deluje gostinski obrat. 
"Poleg osrednje rezidenčne stavbe so v bližini stala gospodarska poslopja, konjušnica in park. Obzidje verjetno ni imelo obrambne funkcije, temveč je le obdajalo posest in varovalo lastnikovo zasebnost. Glavni vhod je domnevno stal na severni strani, do njega je vodila pot skozi obzidje in manjši park." 

#### Park gradu Kromberk
Delno rekonstruiran baročni parter, na severu sestavljen iz štirih polj s kamnito fontano v osi gradu je vrtno-arhitekturna dediščina. V južni osi je ohranjen zimski vrt z grotto. V 19. stol. je bil dodan parkovni del. Številne kipe iz parka ob kromberškem gradu je družina Coronini po 2.SV prenesla v Gorico v park dvorca Coronini Cronberg, kjer so dostopni javnosti. 

#### Rodbina Coronini[8]

##### Coronini - Cronberg, Alfred, grof(1846–1920)[9]
"Alfred Coronini je pripadal kromberški veji plemiške družine Coronini, ki je pustila globoko sled v gospodarskem, političnem in kulturnem življenju zgodovinske dežele Goriške. Dobro je poznal razmere pri Slovencih in cilje njihove politike v goriškem narodnostno mešanem okolju ter v napetem ozračju slovensko-italijanskih odnosov. Pridružil se je politično enotnemu društvu Sloga, ki ga je od 1890 vodil semeniški profesor Anton Gregorčič. S podporo slovenskih volivcev in društva Sloga je bil marca 1891 prvič izvoljen v dunajski državni zbor, nato drugič aprila 1897 (1899 oz. 1900 je odstopil). Prav tako je bil dvakrat izvoljen v goriški deželni zbor, in sicer septembra 1893 in septembra 1895 (1899 odstopil). Deloval je v skladu s politiko društva Sloga, ki je doživelo nekaj pretresov; ti so se pokazali zlasti ob koncu 19. stoletja, ko je 1899 na Goriškem prenehalo slogaštvo; v sporu med liberalnimi in konservativnimi Slovenci se je Coronini odločil za zadnje na čelu z Gregorčičem. Zaradi javne kritike je odstopil od poslanskega mandata in potem deloval le v nekaterih ustanovah slovenskega konservativnega tabora (bil je prvi načelnik katoliške Centralne posojilnice). Kot poslanec je podpiral zahteve za javno in enakopravno rabo slovenskega jezika, slovensko šolstvo, gospodarski dvig slovenskega podeželja, ureditev prometnih povezav, zlasti za zgraditev vipavske železnice (grof Kasimir F. Badeni, ministrski predsednik tedanje vlade, je železnico poimenoval kar Coroninijeva železnica). Pridružil se je tudi dolgotrajni obstrukciji deželnih poslancev, kar je povzročilo krizo delovanja deželnega zbora (1897–1900). Slovenci so takrat zahtevali sorazmerno reševanje problema porazdeljevanja sredstev deželnega šolskega sklada (»učiteljsko vprašanje«). Imel je dobre povezave z avstrijsko aristokracijo, tudi z vladnim vrhom."
Grofu Alfredu gre pripisati nastanek parka ob Coroninijevem dvorcu v Gorici, ki se je, navdihnjen z velikimi vrtovi, ki jih je občudoval med potovanji po Italiji in tujini, okoli leta 1870 odločil urediti in razširiti zeleno površino okoli palače. Pred tem je bil ob vili majhen kvadratni vrt, obdan z mejnim zidom in razdeljen po pravilnih geometrijskih pregradah. Alfredova pobuda je sovpadala z obsežnim programom urbane prenove, ki je zajel celotno mesto, znano kot avstrijska Nica. Gorica je bila prepoznana kot počitniško letovišče s posebej zdravim in zmernim podnebjem, zato so v kraju in okolici vile gradili dunajski veljaki in z družinami tu preživljali zime. Grof Alfred je nato začel z reorganizacijo parka, saj je vedel, kako izkoristiti neravnine terena in razlike v nadmorski višini. Coronini si je park zamislil kot "krajinski" ali "angleški" vrt, torej kot skupek svobodnih, asimetričnih, na videz naravnih oblik, v katerih različne botanične in arhitekturne komponente prispevajo k ustvarjanju zaporedja sugestivnih pogledov in slikovitih razgledov. V tem parku so danes tudi kipi, ki so bili prvotno v parku okoli kromberškega gradu.

### Loški grad oz. dvor
Območje, na katerem je stal Loški grad oz. dvor, je bilo poseljeno že v prazgodovini. Od začetka 13. stol. je bila zemljiška posest Loke in Stran kot fevd Goriških grofov v rokah rodovine Dornberških. Najbrž so v visokem srednjem veku Dornberžani zgradili Loški dvor kot upravno središče posesti, ki je morda dopolnjeval vlogo domnevnega dvora na lokaciji poznejšega dvorca/gradu Kromberk. Loke so ostale  v rokah Dornberških do druge polovice 18. stol. (tudi po tem, ko je l. 1500 goriška grofija/posest prešla pod Habsburžane in po tem, ko je vas Stran prešla v last Coroninijev), ko so z njimi upravljale tri sestre, ki so obubožale in niso imele potomcev, in so dvor in posest v Lokah zapustile uršulinskemu samostanu v Gorici. V lasti samostana je bila posest do konca 19. stol, ko so jo razprodali, stavbni kompleks dvora pa razdelili na dve samostojni kmetiji (h. št. 20 in 21). Nekdanja podoba dvora je razpoznavna v franciscejskem katastru iz l. 1825. Nekdanje obzidje je ohranjeno na J in deloma V strani kompleksa, na V strani je ob novejši hiši ohranjen spodnji del velikega kamnitega portona, nekoč glavnega vhoda. Ohranjena je tudi stara gospodarska stavba z manjšo ključasto strelno lino, in zidovi enonadstropne osrednje stavbe. Velikost tlorisne ploskve nakazuje, da je imel kompleks morda značaj srednjeveškega dvonadstropnega stolpastega dvora, ki je nastal tik nad srednjeveško cesto od Šempasa mimo izvira Lijaka pro Strani do Gorice. S prezidavami je loški dvor dobil obliko primerljivo z bližnjimi pristavami Vogrsko, Žablje in Vitovše. (VIR: Grajske stavbe v zahodni Sloveniji – območje Nove Gorice in Gorice, Igor Sapač) 

### Arheološka najdišča in območja

#### Arheološko najdišče Kekec[11]
Zavod za varstvo kulturne dediščine Slovenije vodi lokacijo na vzpetini Kekec oz. Katarina nad Novo Gorico kot Arheološko najdišče Kekec, na katerem se na istem mestu v zgodovinskem zaporedju omenja:
- prazgodovinsko grobišče
- prazgodovinsko gradišče
- poznorimska utrjena naselbina s stolpi
- ruševine cerkve sv. Katarine
- do 18. stoletja cerkev z Marijinim patrocinijem. Po opustitvi bogoslužja je propadla in je danes podrta. SHT[3] navaja prvo omembo cerkve Sancta Maria Virgo na hribu Stran v letu 1466, Kontekst: ... ecclesie sancte Marie Virginis in monte Stran

#### Arheološko najdišče Škabrijel
Na hribu Škabrijel je bila cerkev sv. Gabrijela (Sct. Gabriel), prvič posredno omenjena l. 1342, ki je bila po reformah Jožefa II. opuščena in podrta. Območje ruševin srednjeveške cerkve in potencialna antična oz. zgodnjesrednjeveška naselbina - utrdba sta vpisana v RNPD. 

#### Arheološko območje Varda
Potencialno arheološko najdišče (zgodnjesrednjeveška naselbina) je določeno glede na slučajno najdbo bronaste fibule iz 6. stoletja in lego v prostoru. Arheološko območje leži severovzhodno od Nove Gorice, na Vardi v Kromberku, južno od Sv. Katarine.

#### Arheološko najdišče Doflek
Na površini odkriti arheološki artefakti (prazgodovinska keramika, sileksi) kažejo na možnost obstoja začasne ali stalne naselbine. Arheološko najdišče obsega pobočje severno od naselja Kromberk, v zaselku Bonetovšče.

#### Arheološko najdišče Kožaršče (Kozarovšče)
Na platoju pod hribom Sv. Danijel so bili odkriti sledovi naselbine (verjetno prazgodovinske) brez obrambnega nasipa. Arheološko najdišče leži severozahodno nad zaselkom Loke, jugozahodno od hriba Sv. Danijel. 

#### Arheološko najdišče Pavlini (villa rustica, naselbina)
Rimskodobna poselitev, na katero je opozorila slučajna najdba are že pred 1. sv. vojno, potrdila pa so jo sondiranja Goriškega muzeja 1982. Odkriti so bili ostanki rimskodobnega objekta, v ruševinski plasti pa je bila najdena tudi prazgodovinska lončenina. Arheološko najdišče iz bronaste in zgodnje rimske dobe leži na vznožju hriba Sv. Danijel, pri domačiji Pavlini v Lokah.

#### Arehološko najdišče Villa rustica Kolenovca
Ob zaščitnih arheoloških izkopavanjih Goriškega muzeja (1984-1988) so bili odkriti ostanki rimske vile z bogatimi naselbinskimi plastmi. Villa rustica je stala na ravnini ob potoku Lijak, jugovzhodno od vasi Loke. Najdišče je bilo po raziskavah zasuto in zatravljeno.

### Škabrijel - muzej na prostem[12]
Škabrijel je vzpetina severo-vzhodno od mesta Nova Gorica, nad Solkanom in Kromberkom. Hrib je dobil ime po cerkvici svetega Gabrijela, ki je stala na njem. Na vrhu so posekali vegetacijo in postavili 12 m visok kovinski razgledni stolp, ki nudi izjemno lep razgled (Soča med Solkanom in Podgoro, Julijci in Karnijske Alpe, za kraškimi Črnimi hribi s Trsteljem Jadransko morje, zahodni rob Trnovske planote), nanj uredili pohodniške poti iz več izhodišč in kolesarsko enoslednico Škabrijelka. Poti na Škabrijel vodijo mimo številnih ostalin 1. SV, povezanih v Pot miru, in točk (Preval, Kramarca, Planinski dom Kekec, Madžarska piramida, Bivak Stefan, bunkerji in kaverne iz 1. SV, Vodno zajetje Jerebica urejeno l. 1756, Vratca, Vodni vir Franc Jožef iz 1.SV, Korenjakova vaška). Na vrhu je spominsko obeležje bojem na Soški fronti med 1. SV.  
"Škabrijel se je v zgodovino bojev na Soški fronti zapisal kot eno izmed najhujših in najbolj krvavih bojišč na slovenskih tleh. Do šeste soške bitke avgusta 1916 je predstavljal rezervno obrambno črto avstro-ogrske vojske (Sveta Gora–Prevala–Škabrijel–Sv. Katarina). Po italijanskem zavzetju Gorice in Sabotina v šesti soški bitki pa se je znašel na prvi frontni črti. V enajsti soški bitki avgusta 1917 so se avstro-ogrske enote umaknile s Svete Gore na novo obrambno črto na Banjšicah. Posledica tega je bil tudi umik branilcev Škabrijela na višje ležeče položaje na grebenu, imenovanem Veliki hrib. Italijanska vojska je iz treh smeri obkolila hrib in proti njegovemu vrhu napotila številne vojaške enote. Med njimi so bili tudi oddelki elitnih enot, arditov, ki jim je 4. septembra 1917 na večjem delu hriba uspel prodor na avstro-ogrske položaje. Ker je bilo okrepitev premalo, je bil nadaljnji preboj onemogočen. Na celotnem območju Škabrijela so siloviti boji trajali do zadnjih dni oktobra 1917, ko so se zaradi preboja fronte v Zgornjem Posočju tudi na tem delu soškega bojišča končali. 
Zaradi močnega topniškega obstreljevanja in vsesplošnih posledic bojev je na širšem območju Škabrijela ohranjenih zelo malo obrambnih položajev avstro-ogrske vojske. Nekateri med njimi so bili med 2. SV septembra 1943 uporabljeni za potrebe goriške fronte, ko so partizanske enote poskusile zaustaviti prodiranje nemške vojske. Več manjših objektov pod vrhom Škabrijela so zgradili pripadniki ameriške vojske, saj je po drugi svetovni vojni (1945–1947) po grebenu tega hriba potekala meja med conama A (Zavezniška vojaška uprava) in B (Vojaška uprava jugoslovanske armade)."
Škabrijelka je na novo zgrajena gorska kolesarska pot, dolga skoraj štiri kilometre, ki se začne na razglednem vrhu Škabrijela. Speljana je po gozdnih površinah s krajšimi odseki po makadamskih poteh v ohranjenem naravnem okolju.
Prvo zajetje Jerebica je bilo urejeno leta 1756 na nadmorski višini okoli 330 m in še vedno oskrbuje zaselek Breg, prvotno pa je oskrbovalo tudi italijansko Gorico (trasa je vrisana v zgodovinskih in sodobnih zemljevidih, po njej ima ime Vodovodna pot). Višek vode odteka do treh zajetij Perivniki (zgrajeni l. 1906). Od skupnega zbiralnika vode iz zajetij Jerebica in Perivniki odteka voda v vodohran Perivniki. Del te pitne vode pokriva potrebe gradu Kromberk, večji del pa se zbira v glavnem vodohranu Kromberk in oskrbuje večji del kraja Kromberk in Loke. Vodovodne cevi so bile prvotno lesene, nato svinčene in nazadnje litoželezne. 

### Vojaško pokopališče iz prve svetovne vojne[21]
Avstroogrsko vojaško pokopališče iz 1. SV v Lokah je ograjeno z žično ograjo in kovinskimi stebriči na vogalih. Na travnati površini med vinogradi na južnem obrobju kraja Loke so v vrstah razporejeni betonski tipski nagrobniki. Pokopališče je bilo obnovljeno l. 1982. Spominski objekt in kraj imata status spomenika lokalnega pomena.
Vojaško pokopališče Loke je nastalo neposredno za prvo frontno črto po šesti soški bitki (avgusta 1916), ko se je fronta premaknila na Panovec. Na pokopališču so pokopani avstro-ogrski vojaki, ki so padli na območju med Škabrijelom in Panovcem, med njimi pa so bili tudi italijanski vojaki. Italijanske oblasti so po 1. SV posmrtne ostanke njihovih vojakov prenesle v italijansko kostnico na Oslavju, na pokopališču pa je ostalo 692 padlih avstro-ogrskih vojakov. 
Za potrebe Soške fronte je bilo med strugo Lijaka in današnjo stransko cesto proti Šmihelu kratek čas območje zalednega letališča c. in kr. vojske. Ohranjeni so posnetki iz izvidniških letal, kar olajša lociranje sicer tekom vojne in kasneje popolnoma uničenih objektov, letališke steze, hangarjev in drugih objektov. Prvotno lokacijo na močvirnatem območju na flišu okoli potoka Lijaka so premaknili vzhodno na bolj sušno in od bližajočega se italijanskega topniškega obstreljevanja bolj oddaljeno površino. Do padca Gorice poleti 1916 je bilo eno najpomembnejših letališč avstro-ogrske vojske. Zdaj del območja uporabljajo jadralni padalci, ker je ugoden vzgonski veter in ni nenadnih sunkov. (VIR: Geografski obzornik, 3-4/2020, str. 21-33, avtorji S. Halilović, B. Repe, R. Stergar)

### Vojna za Slovenijo
Spominsko obeležje udeležencem vojne za Slovenijo so odkrili 18. junija 2011. Na spomeniku (betonski tetraeder) ob Ulici Vinka Vodopivca med Kromberkom in Lokami je v vrhu grb Republike Slovenije, pod njim pa plošča s posvetilom »Braniteljem samostojne slovenske domovine 1991«. Na plošči je misel: »Vi vstali ste za vas in nas, da nastal bi boljši čas«. 

### Sakralni objekti[24][25][26]
Glavni članek: Župnija Kromberk - Župnijska cerkev Device Marija, tolažnice žalostnih. Kromberška župnija spada med mlajše na Goriškem. Do sredine 19. stoletja je območje cerkvenopravno spadalo pod solkansko faro.
Na ozemlju sedanje kromberške župnije zgodovinski viri omenjajo več sakralnih objektov. Njihovo lokacijo najdemo tudi na zgodovinskih zemljevidih .
- na hribu Škabrijel je bila cerkev sv. Gabrijela (Sct. Gabriel), prvič posredno omenjena l. 1342, ki je bila po reformah Jožefa II. opuščena in podrta
- "leta 1399 je plemeniti Wintjer de Prodolono iz Gorice dal v najem Juriju, sinu pokojnega Brateša iz Kromberka, prostor pri mlinu, ki je stal nad cerkvijo sv. Marije (in monte Stran)"
- na vzpetini Katarina - Kekec viri omenjajo dve cerkvi: nekdanjo cerkev sv. Katarine (Sct. Caterina) in cerkev Device Marije (ki je morda ista kot se omenja l. 1399)
- na hribu Danijel je bila cerkev sv. Danijela (St. Daniel)
- v pritličju Coroninijevega gradu je bila grajska kapela, pod njo pa grobnica
- "Težko je z gotovostjo trditi, kje naj bi stala cerkev sv. Primoža. Ustno izročilo ve povedati, da je bilo to nekje na dandanašnjem Fajdigovšču, na pobočju hriba Škabrijel."
- danes podružnični cerkvi, okoli katerih sta tudi pokopališči (ob župnijski cerkvi v Kromberku ni pokopališča): 
  - Podružnična cerkev sv. Trojice[28] (Sct. Trinita; danes Ulica Pri hrastu; v virih se prvič omenja že leta 1570; trenutno cerkev uporablja pravoslavna skupnost v Novi Gorici, uporablja se tudi kot pokopališka cerkev) in
  - Podružnična cerkev svete Marije Magdalene v Lokah, kjer je bila tudi podružnica goriškega uršulinskega samostana, ki je imel na območju Kromberka tudi obdelovalna zemljišča.

### Zavarovana in znamenita območja narave[29][30]
S sistemom varstva naravnih vrednot se zagotavljajo pogoji za ohranitev lastnosti naravnih vrednot oziroma naravnih procesov, ki te lastnosti  vzpostavljajo in ohranjajo, ter pogoji za njihovo ponovno vzpostavitev.  Na območju Krajevne skupnosti Kromberk-Loke in v neposrednem stiku z njo so naslednja zavarovana območja:

#### Naravni spomeniki:
- Gozd Panovec
- Sv. Danijel
- Kromberk, hrasti (Boršti)
- Lijak in Skozno, kraški izvir in naravni most s spodmolom

#### Zavarovana območja narave ‐ točke:
- Graščinski park na Gradu Kromberk

#### Naravne vrednote  lokalnega pomena[31][32]:
- Kromberk – hrasti (ekosistemska)
- Panovec (zoološka)
- Sv. Danijel – stratigrafski stik (geološka)

#### Gozdovi  s  posebnim  namenom:
- Varovalni gozdovi: strma južna pobočja pod Trnovskim gozdom nad Lokami, Šmihelom in Vitovljami
- Ekološko funkcijo imajo gozdovi: Panovec, na  Kekcu, Fajdigovšču in Bonetovšču, južna pobočja Trnovskega gozda nad Lokami
- Socialno funkcijo imajo gozd Panovec, južni robni deli Trnovske planote, Kekec, Fajdigovšče in Bonetovšče.

#### Ampelografski vrt Kromberk pri Novi Gorici[33]
Univerza v Ljubljani, Biotehniška fakulteta Oddelek za agronomijo na 2 ha vinograda v Ampelografskem vrtu na Damberju v Kromberku pri Novi Gorici vzdržuje zbirko preko 60 sort žlahtne vinske trte in podlag ter kolekcijo slovenskega trsnega izbora s posebnim poudarkom na starih (lokalnih, avtohtonih) sortah Primorske vinorodne dežele ter izvaja študijsko pedagoško prakso. 

#### Druge naravne in krajinske znamenitosti:
- Kromberške gorice: jugovzhodno pobočje Kekca, Škabrijela in Danijela z mozaikom ostankov gozda, vinogradni, oljčniki, sadovnjaki in vrtovi
- Obsežne zaledne podzemne vode in vodonosni sistemi vplivajo na številne izvire: izviri potokov Koren, Lesina, Meljavec in Brestnikovega potoka v Kromberških goricah, izvir potoka Globočnik med Škabrijelom in Danijelom, Solkanski izviri[34] in izviri drugih krajših površinskih vodotokov, zajetja pitne vode na pobočju Škabrijela, izvir potoka Lijak; Koren in Lijak sta v ravninskem delu regulirana (prekop, kanal).

### Naravni spomenik kraški izvir, potok in regulacija Lijak
Izvir potoka Lijak je v katastrski občini Loke. Njegovo znamenitost in pomen bolj kot v KS Kromberk-Loke valorizirajo v sosednji KS Ozeljan . Podobno kot v preteklosti ostaja mejni potok med lokalnimi skupnostmi. 
"Potok Lijak prihaja na dan kot kraški izvir izpod strme lijakaste stene na vznožju Trnovskega gozda. Močan občasen kraški izvir je tipičen bruhalnik, katerega vodne količine močno nihajo. Na približno 9 km dolgi poti proti jugu teče mimo Lok in Šmihela, skozi Vogrsko in se nad Renčami izliva v reko Vipavo. Prvotno strugo z majhnim strmcem, ki je v številnih meandrih vijugala proti reki Vipavi so zaradi vodnega zastajanja v sušnem obdobju in poplav v deževju po 2. SV regulirali. Regulacijo Lijaka so izvajale mladinske delovne brigade in prostovoljci iz okoliških vasi."
Slovenska historična topografija kronološko navaja za Lijak naslednja imena:
- ok. 1200: Liach
- 28.5.1287: Leati
- 23.1.1291: Leyach (Kontekst: ... in villa Leyach ...)
- 15.5.1364: Lyachum
- ok. 1370: Leiach in Layach
- 1388: Liachum (Kontekst: ... in Liacho pratum i magnum ...)
- 1568: Liago (Kontekst: ... un fonte detto dai paesani Liago con tanta copia d'acqua)

### Krajinski park Južni obronki Trnovskega gozda[38][39]
Južni obronki Trnovskega gozda so zaradi svojega nastanka, lokacije ter klime pomembno ekološko območje za rastline in živali. Krajinski park je vključen v sistem Natura 2000. V zavarovanem območju so številne površinske in podzemne geomorfološke posebnosti. Na območju se prepletata dinarska in submediteranska vegetacija, v kateri so zastopani predstavniki ilirske, mediteransko-montanske in alpske flore ter nekaterih endemičnih rastlinskih vrst.  Zahodni rob krajinskega parka vključuje tudi območje naselij Kromberk in Loke.
Območje parka je razdeljeno na dva dela, ker se razteza v dveh občinah:
- na območju mestne občine Nova Gorica je 1.041,63 ha območja na zahodnem delu parka: hrib Danijel (strafigrafski stik), izvir Lijaka (bruhalnik, zatrep, kraški izvir), pretežni del vodovarstvenega območja za vodno zajetje vodotoka Osek[40]; območje je zavarovano od 28.08.1985;
- na območju občine Ajdovščina je 3.509,36 ha površine na vzhodnem delu parka: se razteza po severnem robu Vipavske doline od meje z občino Nova Gorica do Cola; območje je zavarovano od 08.04.1987.

## Stara šola - Dom kulture[41]
Leta 1883 je bila ustanovljena Ljudska šola Kromberk in 9. marca 1884 so namenu predali novo šolsko poslopje. Domačinom prepoznavna kot »stara šola« je bila stavba leta 2014 prenovljena in preimenovana v Dom kulture.
Ljudska šola Kromberk je delovala pod tem imenom  do l. 1918, ko se je po priključitvi Primorske k Italiji preimenovala v »Scuola popolare di Moncorona«. Leta 1924 je bila ponovno preimenovana v »Scuola elementare di Moncorona.« Po 2. SV, pod zavezniško vojaško upravo leta 1945, ko Nova Gorica ni bila še zgrajena in je bila potreba po osnovnošolskem izobraževanju, so »staro šolo« preimenovali v Osnovno šolo Kromberk. Še isto leto je dobila novo ime in postala Državna šola Kromberk. Vse do leta 1961 so se otroci iz Kromberka in okolice izobraževali v tej stavbi, ki je bila podružnica osnovne šole v Novi Gorici. Leta 1963 so šolo ukinili ter vse učence napotili v novo zgrajeno osnovno šolo v Novi Gorici. Stavba je bila prvič obnovljena leta 1981 ob 40 – letnici OF, končno prenovo dozidavo pa je dobila leta 2014.

### Spominska soba Vinka Vodopivca v Kromberku
V Domu kulture Kromberk, sedežu Krajevne skupnosti Kromberk – Loke je tudi Spominska soba Vinka Vodopivca. Za sobo skrbi Kulturno društvo Moški pevski zbor Kromberški Vodopivci. V njej je na ogled Vodopivčev klavir iz kromberškega župnišča, na katerem je skladal. V hrambo sta ga društvu izročila Vodopivčeva nečaka. Vodopivčevo življenje in kulturno delovanje predstavlja slikovno gradivo na panojih. Avtorja sta v pretežni meri arhivista Jurij Rosa in Ivanka Uršič iz Pokrajinskega arhiva v Novi Gorici.